# Out on Bail (YG)
Out on Bail è un singolo del rapper statunitense YG, pubblicato il 25 settembre 2020.

## Tracce
1. Out on Bail – 2:31